# Lumber City (Georgia)
Lumber City – miasto w Stanach Zjednoczonych, w stanie Georgia, w hrabstwie Telfair.